# 통계량
통계량(統計量, statistic, sample statistic)이란 표본의 몇몇 특징을 수치화한 값이다. 표본을 입력으로, 특정한 함수를 계산함으로써 그 값을 계량하게 된다.
좀 더 엄밀하게, 통계학에서는 표본의 분포가 무엇이든지 상관없이 정해진 함수가 있을 때에, 표본의 함수값을 통계량으로 정의한다.

## 예
예를 들어 표본의 산술 평균은 데이터의 값을 모두 더하고 데이터의 개수로 나눠줌으로써 계산된다. 이 때, 이 산술 평균은 하나의 통계량이다. 이처럼 구한 표본 평균은 주로 모평균을 추정할 때에 사용된다. 하지만 모평균은 통계량이 아니다. 왜냐하면 이는 표본으로부터 계산되는 값이 아니기 때문이다.

## 특징

### 관찰 가능성
통계량은 관찰 가능한 랜덤 변수이다. 이는 모수와 가장 구분되는 점이다. 모수는 오로지 전체 데이터 집합이 주어졌을 때에만 계산 가능한 값이다.

## 같이 보기
- 통계학
- 기술통계학
- 승산비